# Aeroportul Regional Middletown
Aeroportul Regional Middletown (IATA: MWO, ICAO: KMWO, FAA LID: MWO) este un aeroport din Ohio, Statele Unite ale Americii ce deservește zona Middletown⁠(d). A fost numit după zona deservită.
Situat la o altitudine de 198 m, aeroportul dispune de 2 piste.

## Infrastructură

### Piste
Aeroportul dispune de 2 piste. Pista 05/23 are suprafața de asfalt și dimensiunile 6.100 picioare × 100 picioare. Pista 08/26 are suprafața de Iarbă și dimensiunile 3.040 picioare × 297 picioare. 